# Suéter

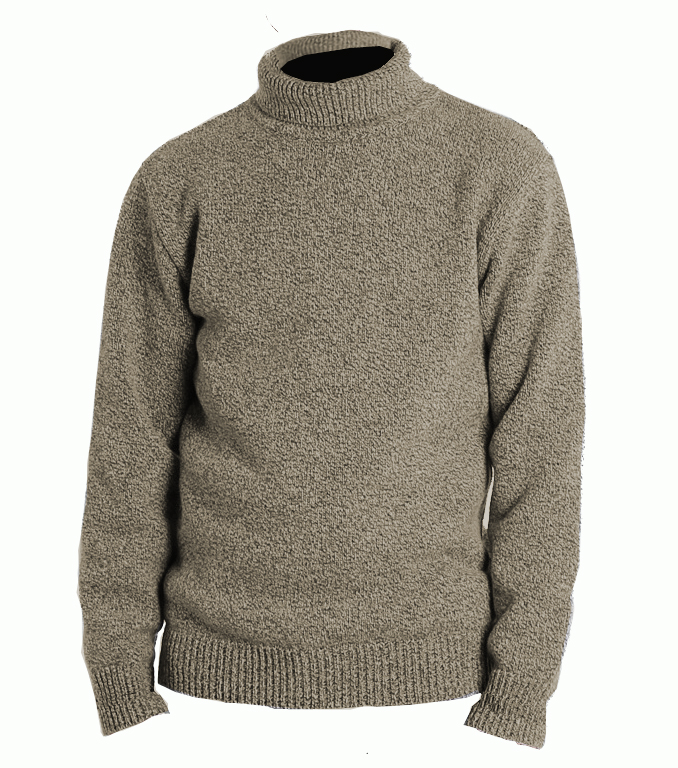
Suéter de cuello alto.

El suéter (en inglés: sweater pronunciado /ˈswɛtɚ/) es una prenda de vestir de punto, generalmente con mangas, que llega aproximadamente hasta la cintura. Prenda interior de punto, frecuentemente de lana, algodón o telas sintéticas, la cual cubre el tronco y extremidades superiores. Una prenda similar es el abrigo o buzo, de malla fina. A diferencia de un cárdigan, un suéter no tiene una abertura en la parte delantera.   

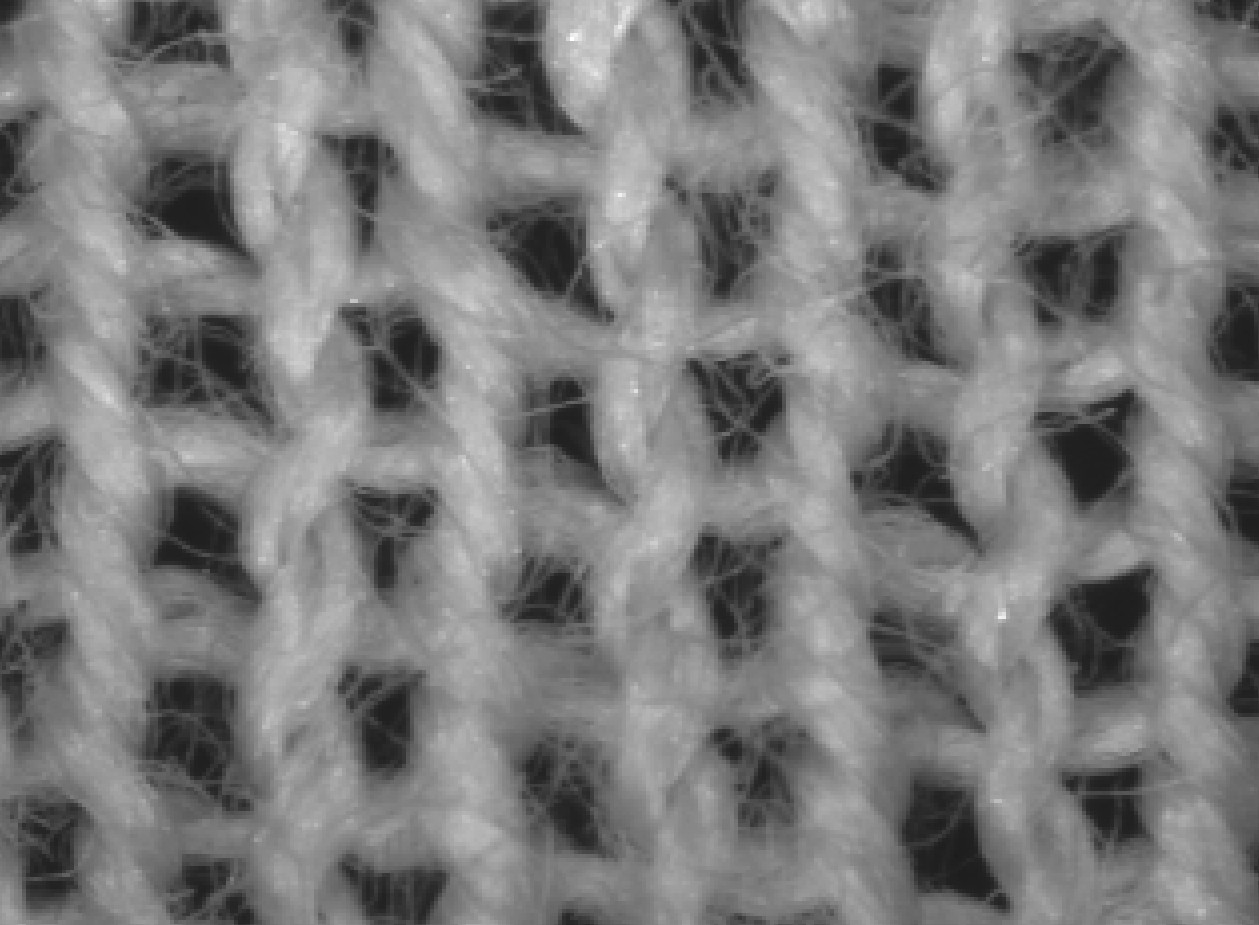
Detalle de la parte frontal de un suéter.

## Otros nombres
- Abrigo: República Dominicana.
- Buzo: Argentina, Uruguay y Colombia.
- Camibuso: Colombia, especialmente en la ciudad de Santiago de Cali.
- Chaleco: En algunas provincias de Andalucía (España) y Chile.
- Chomba: En algunas zonas de Chile.
- Chompa: Bolivia, Ecuador, Perú y sur de Chile.
- Jersey: España y algunos países americanos. El nombre hace referencia a la lana de las ovejas de Jersey.
- Saco: Colombia y Ecuador.
- Saquito: En zonas orientales de Andalucía (España).
- Suéter: Estados Unidos, Cuba, Puerto Rico y Venezuela.
- Sueta: Costa Rica.
- Pulóver: Argentina, Uruguay, Paraguay  y anteriormente en Tarija (Bolivia).